# Seerosenblattkäfer

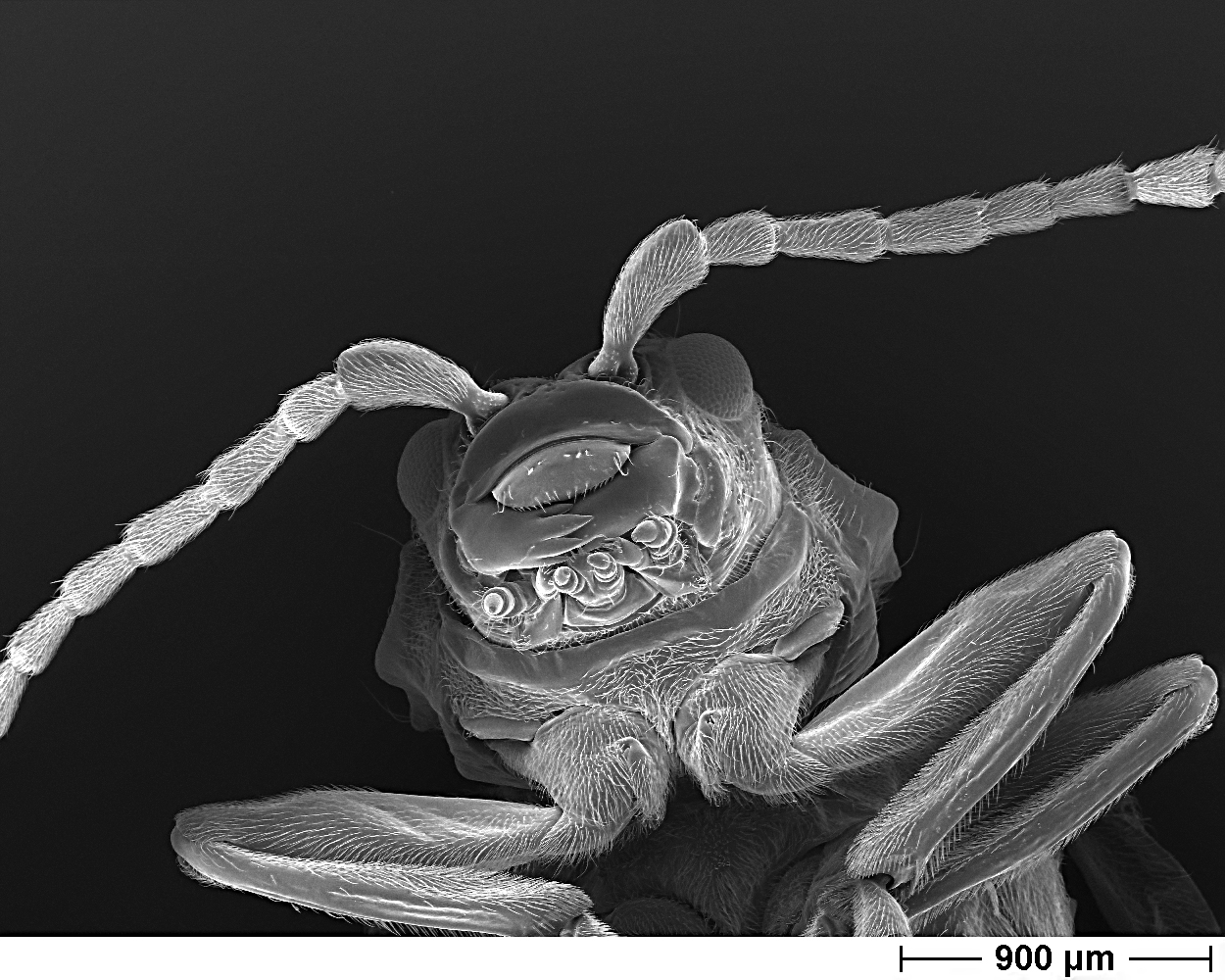
Seerosenblattkäfer (Galerucella nymphaeae), REM

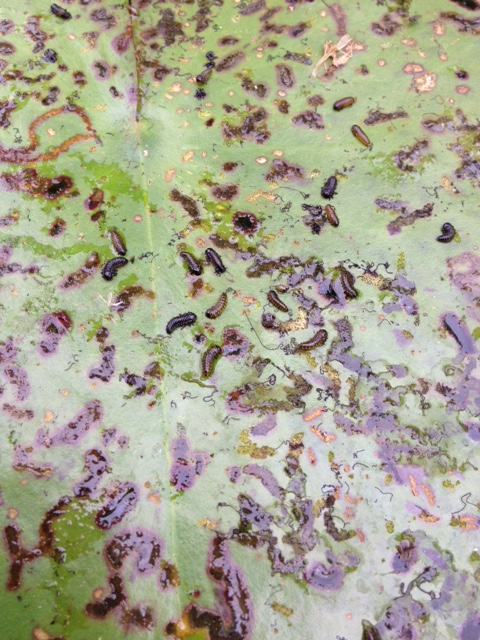
Seerosenblattkäferlarven mit Fraßspuren

Der Seerosenblattkäfer (Galerucella nymphaeae) ist ein Käfer aus der Familie der Blattkäfer (Chrysomelidae).

## Merkmale
Die Käfer sind etwa sechs bis sieben Millimeter lang, hell- bis dunkelbraun gefärbt, meist mit hellerem, orangen bis gelborangen oder hellbraunen Rand um Thorax und Deckflügel. Beine und Kopf sind auch heller. Es kommen aber auch fast einfarbig braune Exemplare vor. Der Kopf ist rundlich, die Augen rund und schwarz. Kopf und Thorax sind deutlich abgesetzt, das Scutellum ist dunkel.
Die Larven sind dunkelbraun bis schwarz und zwischen den Segmenten orange bis gelb (nur im gestreckten Zustand sichtbar). Sie sind walzenförmig, leicht abgeflacht und vorne breiter als hinten. Im ersten Stadium sind die Larven etwa drei Millimeter lang.
Die Eipakete bestehen aus ca. 12 hellgelben bis orangen, runden Eiern, die nebeneinander auf die Blattoberseite geheftet werden.

## Vorkommen
Der Seerosenblattkäfer kommt im größten Teil Europas vor, im Norden bis Skandinavien und im Süden bis Nordspanien und Norditalien, gebunden an das Vorkommen der Futterpflanzen. Bei den in Nordamerika vorkommenden Populationen handelt es sich möglicherweise um eine eigene Art.

## Lebensweise
Der Käfer ist oligophag, d. h., er frisst nur an sehr wenigen Pflanzenarten. Mit hoher Wahrscheinlichkeit ist er an Weißer Seerose (Nymphaea alba), Gelber Teichrose (Nuphar lutea) und Wasserknöterich (Polygonum amphibium) anzutreffen.
Weitere Futterpflanzen sind Gewöhnliches Pfeilkraut (Sagittaria sagittifolia), Sumpf-Blutauge (Potentilla palustris), Fluss-Ampfer (Rumex hydrolapathum) und Erdbeere (Fragaria spec.). Galerucella nymphaeae ist daher auch als Erdbeerkäfer bekannt. Aufgrund der recht unterschiedlichen Futterpflanzen haben sich die Käfer jeweils auf eine Familie von Wirtspflanzen spezialisiert. Im Folgenden wird die Lebensweise der Käfer besprochen, die an Weißer Seerose und Gelber Teichrose fressen.
Alle Stadien der Art, also Eier, drei Larvenstadien, Puppen und Käfer leben auf den Schwimmblättern. Sie fressen unregelmäßige Gräben in die oberen Blattschichten, lassen aber die untere Epidermis intakt, so dass das Blatt nicht überflutet wird oder sinkt. Den Winter verbringen die Käfer im Falllaub oder unter Rindenstücken auf dem Boden. Anpassungen, die für das Schwimmen oder Atmen unter Wasser nötig sind, hat der Käfer nicht, trotzdem überstehen Eipakete sowie Käfer und Larven, die sich am Blatt festhalten, ein kurzzeitiges Untertauchen. Wenn eine Larve – bedingt durch den Blattwechsel der Wirtspflanze – ein Blatt verlassen und auf ein anderes abwandern muss, so geschieht dies durch passives Treibenlassen. Gerät sie dabei unter den Oberflächenfilm, geht sie sofort unter.

## Fortpflanzung
Im Frühjahr (April–Mai) bevölkern die Käfer, die überwintert haben, die jungen Blätter, sobald diese an der Oberfläche schwimmen, und beginnen sich rasch zu paaren. Die Weibchen paaren sich mehr als einmal und haben eine Spermatheca, um die Spermien zu speichern. Während der Eiablagephase von zirka fünf Wochen legt jedes Weibchen durchschnittlich ein Eipaket pro Tag. Daraufhin stirbt diese Generation. Die neue Generation vollendet das Puppenstadium nach etwa 30 bis 40 Tagen, paart sich und produziert so eine weitere Generation, die sich von August bis September noch einmal paaren kann. Die Weibchen dieser Generation kommen allerdings in diesem Jahr nicht mehr zur Eiablage. Sowohl die Frühjahrs- als auch die Sommergeneration kann überwintern.